# Anko Marcije
Anko Marcije (Ancus Marcius) (642. pr. Kr. - 617. pr. Kr.) je četvrti rimski kralj, koji je naslijedio Tula Hostilija. 
Anko Marcije bio je unuk drugog rimskog kralja Nume Pompilija pa je za razliku od Tula, kao i njegov djed bio kralj mira i vjerovanja. Nerado je išao u rat osim ako nije bio obvezan braniti granice grada Rima kao npr. od Sabinjana. Smatra se da je osnivač plebsa i plebejaca. Od zasluga mu se pripisuje izgradnja drvenoga mosta preko rijeke Tibera, ustroj luke Ostije, uspostavljanje solana i izgradnja zatvora. Za vrijeme svoje vladavine oživio je mnoge običaje svojega djeda koji su u međuvremenu bili zaboravljeni.
Umro je prirodnom smrću.
| Prethodnik:                                 | Rimski kralj | Nasljednik:                                           |
| Tul Hostilije (673. pr. Kr. - 642. pr. Kr.) | Rimski kralj | Lucije Tarkvinije Prisk (617. pr. Kr. - 578. pr. Kr.) |